# Saint-Martin-Petit
Saint-Martin-Petit (okzitanisch: Sent Martin Petit) ist eine französische Gemeinde mit 624 Einwohnern (Stand: 1. Januar 2022) im Département Lot-et-Garonne in der Region Nouvelle-Aquitaine. Sie gehört zum Arrondissement Marmande und zum Kanton Les Coteaux de Guyenne. Die Einwohner werden Petit-Martinois genannt.

## Geographie
Die Gemeinde Saint-Martin-Petit liegt an der Grenze zum Département Gironde, zehn Kilometer nordwestlich von Marmande. Das Weinbaugebiet Côtes du Marmandais reicht in die Gemeinde hinein. Umgeben wird Saint-Martin-Petit von den Nachbargemeinden Saint-Michel-de-Lapujade im Nordwesten und Norden, Lagupie im Osten, Sainte-Bazeille im Südosten und Süden, Jusix im Südwesten sowie Lamothe-Landerron im Westen.

## Bevölkerungsentwicklung
| Jahr                       | 1962 | 1968 | 1975 | 1982 | 1990 | 1999 | 2006 | 2013 | 2022 |
| -------------------------- | ---- | ---- | ---- | ---- | ---- | ---- | ---- | ---- | ---- |
| Einwohner                  | 240  | 238  | 289  | 342  | 384  | 357  | 404  | 502  | 624  |
| Quellen: Cassini und INSEE |      |      |      |      |      |      |      |      |      |